# Dave Gregory (Cricketspieler)
David William Gregory (bekannt als Dave Gregory; * 15. April 1845 in Fairy Meadow, Australien; † 4. August 1919 in Turramurra, Australien) war ein australischer Cricketspieler, der zwischen 1877 und 1879 als Kapitän für die australische Nationalmannschaft spielte.

## Kindheit
Gregory war Sohn eines Schuhmachers. Er besuchte die St James Model School und trat 1861 dem Auditor-General-Department bei. Drei seiner Brüder spielten ebenfalls Cricket.

## Aktive Karriere
In 1866 trat er dem National Cricket Club in Sydney bei und gab sein First-Class-Debüt für New South Wales in der gleichen Saison. Im März 1877 war er dann Kapitän der Vereinigten Mannschaft von New South Wales und Victoria, die gegen England den später das als ersten Test bezeichnete Spiel absolvierte. Seine beste internationale Leistung absolvierte er beim zweiten Test der Tour, als ihm 43 Runs gelangen, was aber nicht zum Sieg reichte. Er führte in der Saison 1878 das australische Team nach England und in die Vereinigten Staaten, wobei jedoch kein Test absolviert wurde. In der Saison 1878/79 kam England ein weiteres Mal nach Australien, wobei er seinen letzten Test absolvierte. Sein letztes First-Class-Spiel absolvierte er in der Saison 1882/83.

## Nach der aktiven Karriere
Seit 1878 war er Kurator des Sydney Cricket Grounds. Von 1883 bis 1889 war er dann der Sekretär der New South Wales Cricket Association. Sein Neffe Syd Gregory spielte später selbst für New South Wales und Australien Cricket. Er war drei Mal verheiratet und hatte in den Ehen insgesamt 16 Kinder. Er verstarb im Jahr 1919 im Alter von 74 Jahren an Herzproblemen.